# Slotpark

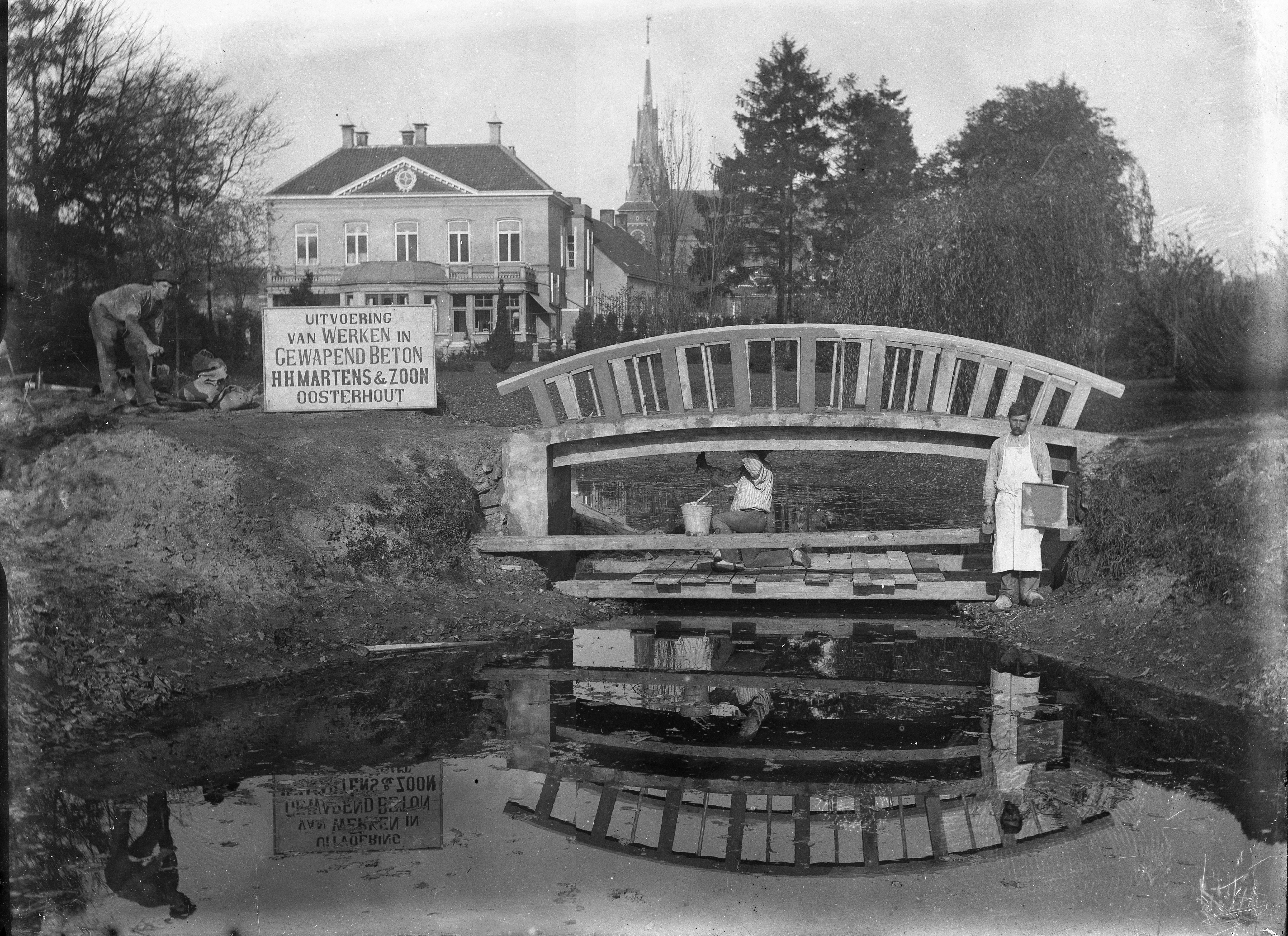
Slotpark Oosterhout, Glasplaatnegatieven van rond 1905-1910

Het Slotpark is een park in Oosterhout in de Noord-Brabantse gemeente Oosterhout in Nederland. Het park ligt ten zuiden van het plein de Heuvel en ten noorden van de Ridderstraat aan de zuidkant van het stadscentrum. Het park wordt doorkruist door de Slotlaan.

## Geschiedenis
Vanaf ongeveer circa 1300 ontstaan er in Oosterhout voorname huizen, de slotjes van Oosterhout. Deze adellijke huizen hadden tuinen.
Vanaf 1920 is de gemeente eigenaar van het park, dat wordt gevormd door de vroegere tuinen van de slotjes.

## Gebouwen

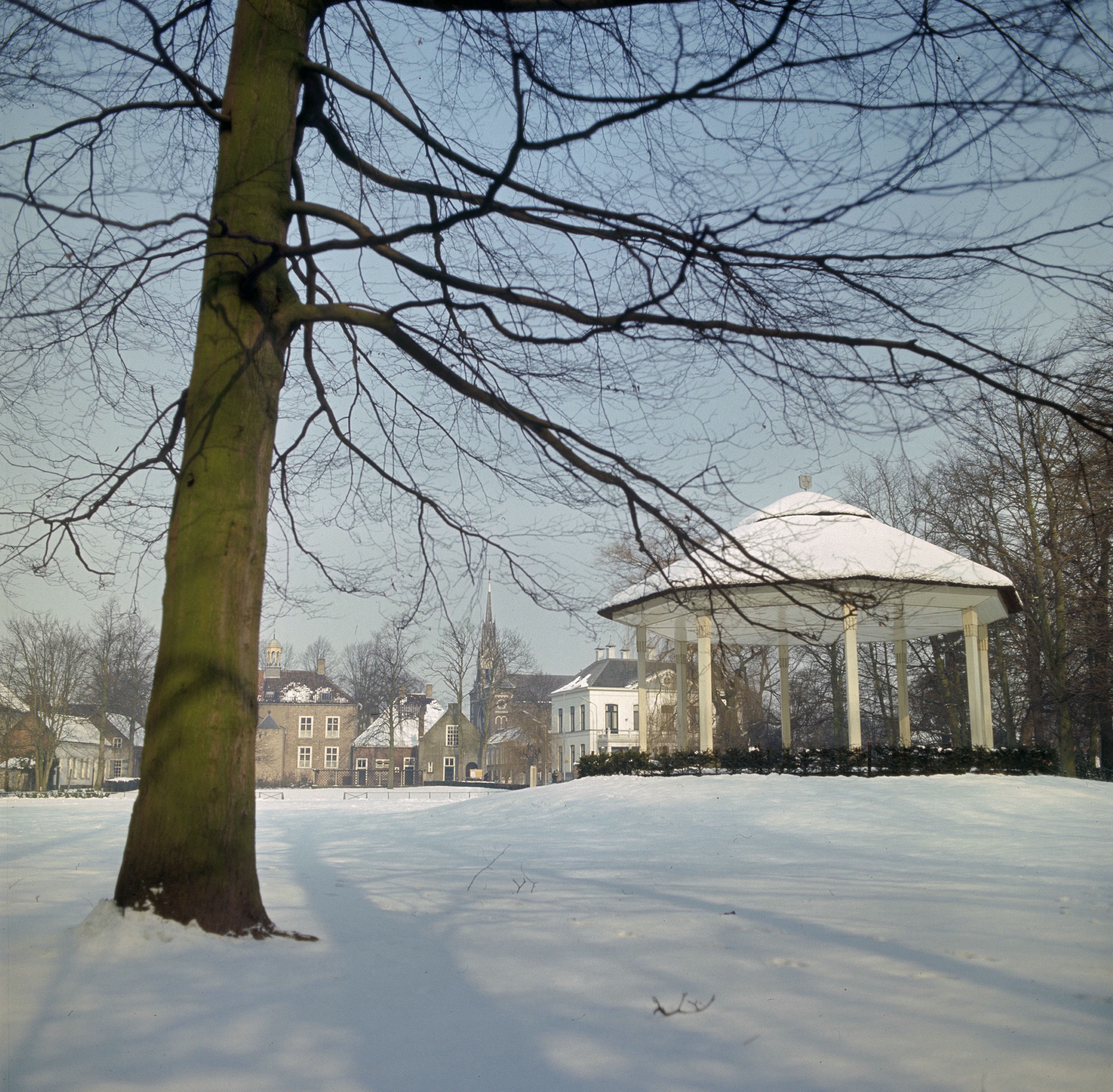
Muziekkiosk in de winter

In het park staat een muziekkiosk en aan de zuidzijde staat op de hoek van de Keiweg met de Ridderstraat een herdenkingskapel.
Ten zuiden van het park liggen aan de Ridderstraat de slotjes (van west naar oost):
- Slotje Borsele
- Slotje Beveren
- Slotje Limburg
- Slotje Brakestein
- Slotje Spijtenburg (verdwenen)

Aan de noordkant van het park staan enkele herenhuizen.

## Kunstwerken
Enkele van de kunstwerken
- Oorlogsmonument van een vrouw met kind uit 1955 van Jacques van Poppel[3]
- Vogels in vlucht uit 1965 van Jacques van Poppel

- De Anoniemen uit 1980 van Paul Elshout[4][5][6]
- Abrahambeeld uit 1967 van Niel Steenbergen, in 2017 vervangen door een exacte kopie gemaakt door de kleinzoon van de kunstenaar[7][8][9][10][11]

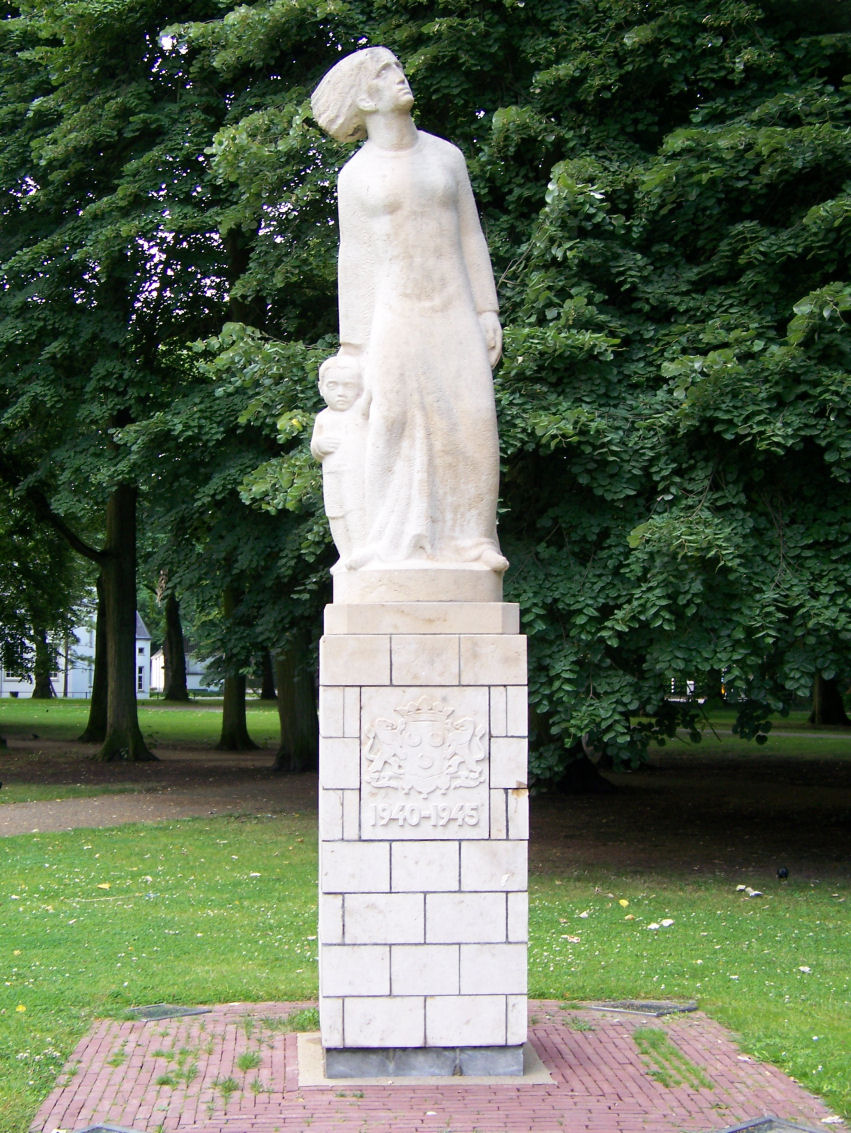
Oorlogsmonument van vrouw met kind
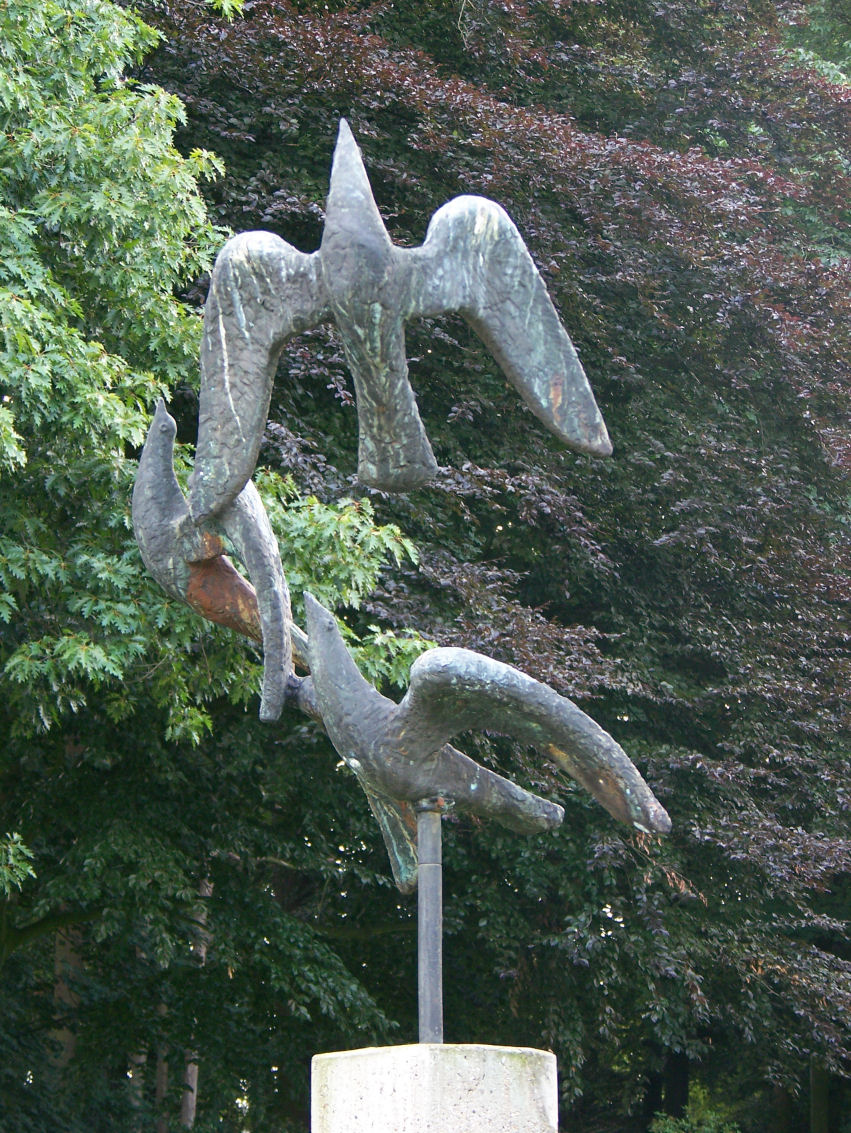
Vogels in vlucht
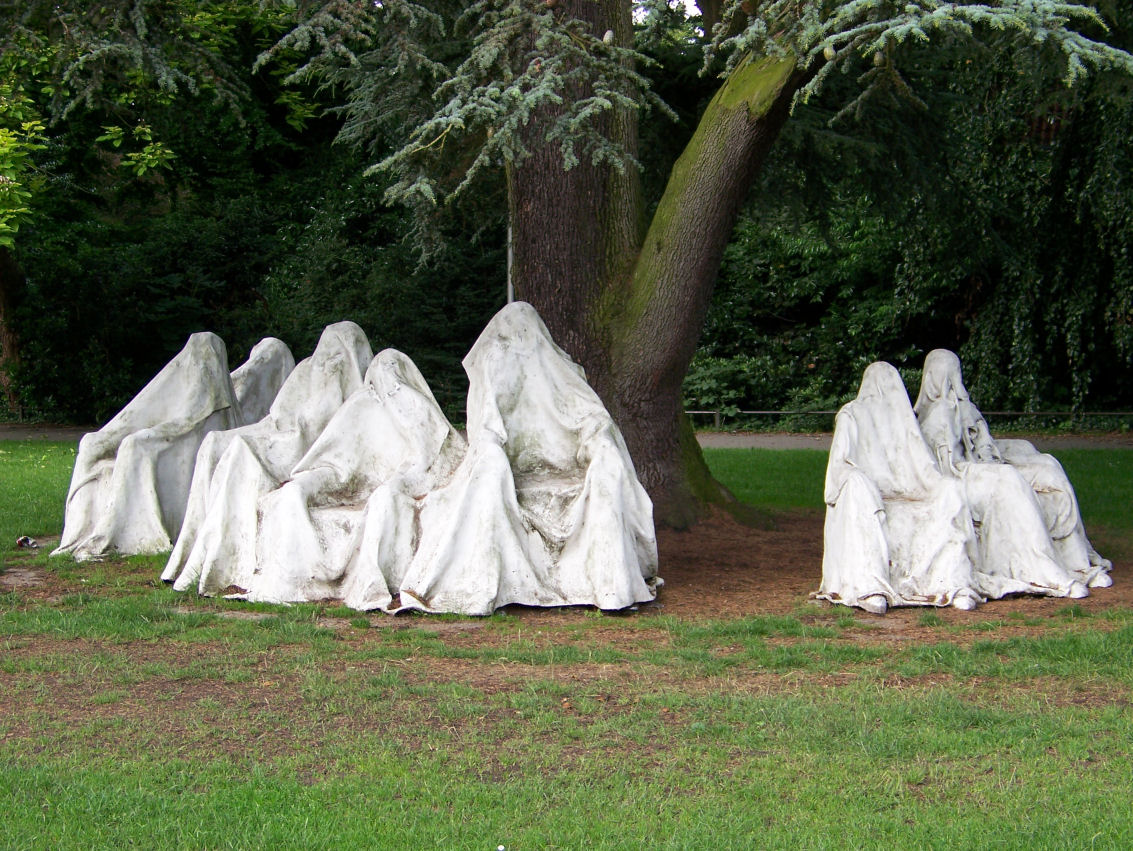
De Anoniemen
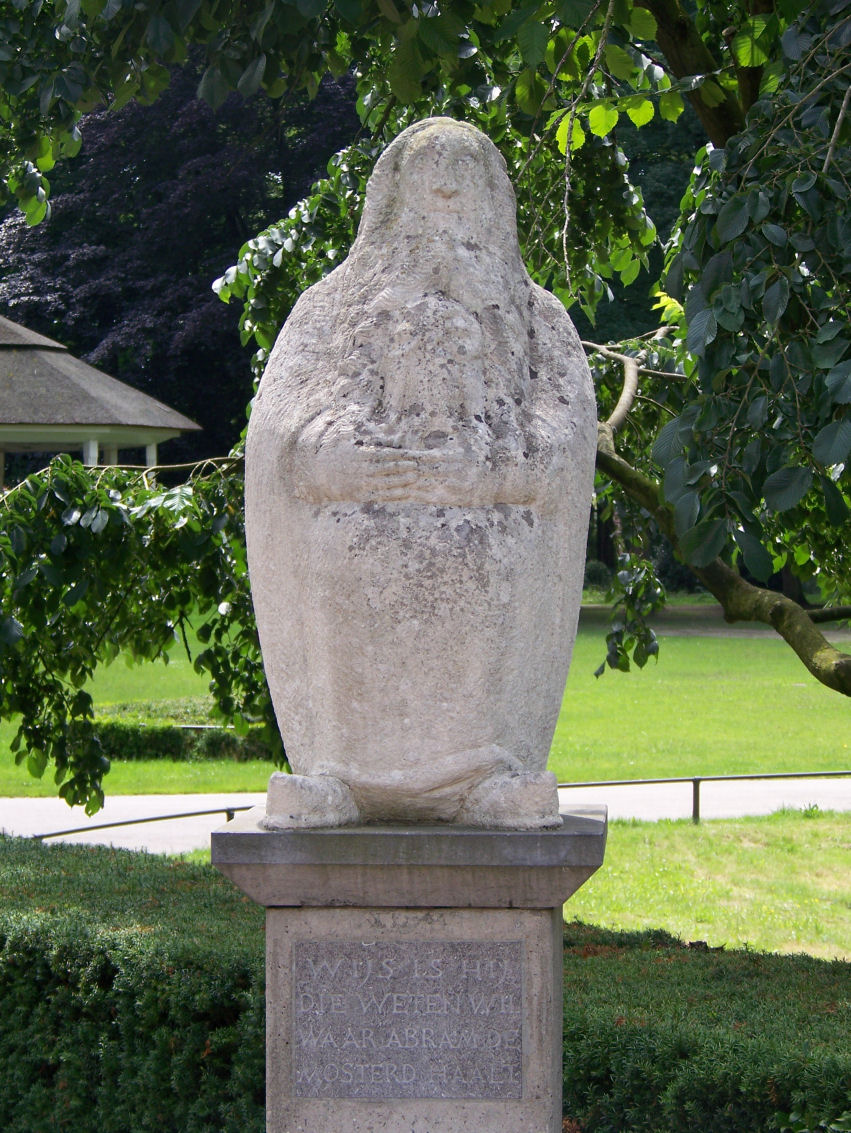
Abrahambeeld